# Ludwig der Junker
Ludwig der Junker (* 1305; † 2. Februar 1345) war der dritte Sohn des Landgrafen Otto I. von Hessen und dessen Frau Adelheid von Ravensberg, Tochter von Otto III. von Ravensberg.
Ludwig erhielt nach dem Herrschaftsantritt seines Bruders Heinrich II. im Jahre 1328 die Burg Grebenstein mit entsprechendem Grundbesitz als Paragium. Papst Johannes XXII. hatte ihm im Jahre 1326, als ihm Landgraf Otto I. mit seiner Frau und großem Gefolge in Avignon seine Aufwartung machte, eine kirchliche Pfründe zugesagt, aber Ludwig hielt sich nicht an die versprochene Ehelosigkeit, verzichtete auf die kirchliche Karriere, beschied sich auf seine Herrschaft Grebenstein, und heiratete am 15. Oktober 1340 Elisabeth (auch Elise), Tochter des Grafen Simon II. von Sponheim und Witwe des 1336 verstorbenen schwäbischen Grafen Rudolf I. von Hohenberg. Sie hatten drei Kinder:
- Otto (* 1341; † 1357), war für den geistlichen Stand bestimmt, wurde in Magdeburg erzogen, wo er Domherr war und als Nachfolger seines Onkels Otto Erzbischof werden sollte. Er starb schon jung, angeblich durch einen von Abt Heinrich VII. des Klosters Fulda veranlassten Giftanschlag.
- Hermann II. von Hessen, „der Gelehrte“ (* ca. 1342; † 1413), folgte seinem Onkel Heinrich II. als Landgraf.
- Agnes (* ca. 1344; † 25. Dezember 1394), war Äbtissin im Zisterzienserinnen-Kloster Sankt Katharina in Eisenach, wo sie auch starb.

Ludwig starb im Jahre 1345. Sein Sohn Hermann wurde im Jahre 1367 von Landgraf Heinrich II., nach dem Tod von dessen Sohn Otto der Schütz im Vorjahr, zum Mitregenten und Nachfolger bestimmt.